# Clock Tower
Clock Tower (укр. Годинникова вежа) — відеогра, розроблена Human Entertainment і початково видана в 1995 році для Super Famicom. Засновниця однойменної серії. Поєднує риси пригодницької гри та survival horror. Clock Tower значною мірою була натхненна фільмом жахів «Феномен» 1985 року, що виражається в стилістиці, персонажах і ситуаціях.
Сюжет оповідає про дівчину Дженіфер, яку з подругами забирає з сирітського притулку до свого маєтку родина Берроузів. Невдовзі Дженіфер виявляє, що Берроузи — окультисти, що прагнуть вбити дівчат, і намагається втекти з маєтку.
Одразу після релізу гра добре продавалася. Оновлена версія під назвою Clock Tower: The First Fear була портована на PlayStation, WonderSwan та Windows. Через багато років вона була перевидана в мережі PlayStation Network, а також на віртуальних консолях Wii та Wii U. Гра ніколи офіційно не виходила за межами Японії, хоча існують фанатські переклади. У ретроспективних оглядах Clock Tower хвалили за її моторошну атмосферу, але головоломки та дослідження викликали критику за нудність. Вважається, що вона вплинула на ігри жахів і є піонером жанру жахів на виживання.

## Ігровий процес
Гравець керує дівчиною Дженіфер, яка намагається втекти з наповненого небезпеками маєтку, для чого повинна шукати ключі від дверей, вирішувати головоломки та уникати загроз. Гра використовує 2D-графіку та принцип «вкажи і клацни» (point-and-click). Гравець вказівником віддає накази куди рухатися Дженіфер, а при наведенні його на певні предмети — виконати дію: оглянути, взяти чи використати. Дженіфер може ходити звичайним кроком, або бігти. В останньому випадку витрачається запас витривалості, що ослаблює дівчину і робить її вразливою. Про стан сигналізується кольором фону портрета дівчини: синій, жовтий, помаранчевий і червоний. Втомлена, вона панікує і не може відбити атаки та може померти від страху чи хвилювання. Запас витривалості поповнюється, коли дівчина якийсь час посидить. Всі локації Clock Tower поділені на умовні кімнати, кожна з яких переважно займає один екран. Якщо Дженіфер гине, гра відновлюється з останнього автоматичного збереження прогресу. При поверненні до незавершеної гри, вона триває з останньої відвіданої кімнати. Знайдені предмети складаються до інвентаря та використовуються залежно від контексту. При кожному наступному проходженні розташування предметів змінюється. Залежно від того наскільки активно гравець шукатиме інших сиріт, які кімнати відвідає Дженіфер і які предмети добуде й використає, визначається сюжет і фінал.
Упродовж гри Дженіфер зустрічає ворогів і бачить жахливі сцени. Від деяких ворогів можливо втекти чи відбитися, тиснучи відповідну клавішу, або, маючи зброю, знищити, проте дівчину час від часу переслідує невразливий Чоловік із ножицями. Якщо він нападає на Дженіфер, вона здатна відбити атаку та отримати шанс на втечу, але Чоловік із ножицями за якийсь час продовжить переслідування. Після проходження Clock Tower успіхи гравця оцінюються, залежно від фіналу, буквами: від S (найкраща оцінка) до H (найгірша).

## Сюжет
Сироту Дженіфер Сімпсон, батько якої зник безвісти, удочеряє родина Берроузів. Разом з Дженіфер з дитячого притулку Марі Берроуз забирає Лауру, Енні та Лотті. Марі відвозить дівчат до свого маєтку «Годинникова вежа». Жінка каже, що піде привести свого чоловіка Саймона, але довго не повертається. Дженіфер вирушає розшукати її, та коли виходить з кімнати, лунає крик і решта сиріт зникають. Вона блукає маєтком, натикаючись на тривожні деталі, такі як окультна атрибутика. Залежно від обраного шляху, вона може знайти Лауру мертвою у ванній кімнаті, або всередині обладунку. Енні ж розбивається, впавши з даху, тоне в басейні, або викидається кимось з вікна. Так чи інакше, дівчина зустрічає Чоловіка з ножицями — потворного карлика, що женеться за Дженіфер. Тікаючи, вона стикається з містичними подіями: дзеркало саме собою розбивається, з картини ллється кров, лялька самовільно рухається тощо. Вона може знайти автомобіль і покинути маєток, не шукаючи імовірно ще живих подруг, однак це веде до поганого фіналу.
Шукаючи вихід з маєтку, Дженіфер може зустріти Марі, котра обманом дає їй напій зі снодійним. Тоді Дженіфер отямлюється у клітці з божевільним чоловіком, який виявляється Саймоном Берроузом, і може втекти завдяки Лотті, але ту вбиває Марі. Або ж вона знаходить труп батька в таємній кімнаті. В останньому разі вона відшукує лист від батька, де той розповідає як був акушером і прийшов у «Годинникову вежу» прийняти пологи Марі та зрозумів, що вона народила втілених демонів: Боббі (Чоловіка з ножицями) та Дена. Коли гравець зібрав усі необхідні речі та підказки, дівчина пробирається до катакомб під маєтком. Якщо Дженіфер не опинялася в клітці, в катакомбах вона знаходить поранену Лотті, приготовану для принесення в жертву. Та розповідає, що вразливість Боббі полягає у дзвоні годинника і помирає.
Дженіфер входить у кімнату, де виявляє Дена — потворного товстого велетня. Він повзе за Дженіфер, але та виливає на нього гас із лампи і демон згорає. Врешті дівчина відшукує ліфт з чотирма кнопками: підвал (де Дженіфер і перебуває), 1-й поверх (не працює), 2-й і 3-й. Ним піднімається з катакомб і прямує до вежі з годинником. Залежно від попереднього шляху, гравець отримує один з фіналів:
Фінал S. Дженіфер вмикає годинниковий механізм, лунає дзвін, який приголомшує Боббі і той падає між шестерень, де й гине. На верхівці вежі Дженіфер знаходить непритомну Енні або Лауру. Їх наздоганяє Марі, намагаючись убити, але випущені раніше ворони, призначені в жертву, нападають на Марі і вона падає з вежі. Дженіфер з подругою стають на вежі, дивлячись на світанок. Фінал вимагає побачити дві смерті подруг, випустити ворон, відвідати кімнату батька і вибрати 3-ій поверх у ліфті. Вважається найкращим з можливих, але, згідно продовжень, неканонічним.
Фінал A. Те саме, але Марі після загибелі Боббі встигає скинути другу дівчину на шестерні. Настає за умови, що Дженіфер опинилася в клітці з Саймоном замість кімнати батька. Наприкінці Дженіфер стоїть на вежі сама.
Фінал B. Дженіфер до прибуття у вежу лишається єдиною вцілілою з сиріт. Скинувши Боббі на шестерні, вона бачить Марі, котра намагається її вбити. Дженіфер вдається вразити Марі струмом. Наприкінці Дженіфер стоїть на вежі сама. Фінал вимагає побачити три смерті подруг і/або не випускати ворон, і вибрати 3-ій поверх у ліфті.
Фінал C. Дженіфер виходить з ліфту на 2-му поверсі, де її вже чекає Марі та накидається з ножем. Дженіфер вдається втекти до вежі по драбині. Марі лізе слідом, але дівчині вдається скинути її, Марі падає і розбивається. У вежі втікачку наздоганяє Боббі, та Дженіфер вмикає механізм і Боббі падає на шестерні. Наприкінці Дженіфер стоїть на вежі сама. Фінал вимагає, незалежно від того чи жива якась із подруг, обрати 2-й поверх у ліфті. Решта сиріт, навіть якщо Дженіфер цього не бачила, вважаються вбитими за кадром.
Фінал D. Дженіфер виходить з ліфту на 2-му поверсі, де її заколює ножем Марі. Перед смертю Дженіфер запитує «Навіщо?» і помирає, не отримавши відповіді. Фінал вимагає побачити три смерті подруг, не бути в клітці з Саймоном, але і не досліджувати приховану кімнату, обрати 2-й поверх.
Фінал E. Дженіфер обирає 3-ій поверх, але поки ліфт піднімається, крізь стелю залазить Боббі та вбиває Дженіфер. Фінал має ті ж вимоги, за винятком обрати 3-й поверх замість 2-го.
Фінал F. Дженіфер входить до ліфту, він закривається, лунає крик і з-під дверей витікає кров. Фінал вимагає побачити три смерті подруг, не бути в клітці з Саймоном, але і не досліджувати приховану кімнату, не знаходити Лотті.
Фінал G. Побачивши смерті двох подруг, Дженіфер знаходить автомобіль, ключ від нього, і протаранивши двері гаражу, тікає з маєтку. Вона повертається до притулку, але за кілька днів її знаходять мертвою. Передбачається, що Берроузи знайшли її, або вона вчинила самогубство. Фінал вимагає побачити смерті двох подруг, не шукати Лотті і знайти автомобіль та ключ.
Фінал H. Побачивши смерть всього однієї подруги, Дженіфер знаходить автомобіль, ключ від нього, і протаранивши двері гаражу, тікає з маєтку. В дорозі з заднього сидіння піднімається Боббі та вбиває Дженіфер. Вважається найгіршим з можливих фіналів. Вимагає побачити смерть Лаури або Енні, не шукати іншу подругу та Лотті і знайти автомобіль та ключ.
Альтернативні фінали. Через програмні помилки, можливі ще два непередбачені сюжетом фінали, котрі настають за умови, що гравець наказує Дженіфер швидко бігти через подвір'я, де зазвичай відбувається смерть Енні в басейні. В першому, якщо Дженіфер тікає з маєтку на автомобілі, не повідомляється про її смерть і в підсумку фінал зараховується як D. В другому за дотримання умов фіналів S, B або C, Дженіфер не виявляє в катакомбах Лотті, а цей фінал зараховується як F.

## Версії
Крім оригінальної версії Clock Tower, було випущено також:
- Clock Tower: The First Fear — порт гри на PlayStation, має анімовану в 3D відкриваючу сцену, перероблені візуальні ефекти й сцени при близькому огляді, кілька додаткових місць появи Чоловіка з ножицями. Музика записана в якіснішому форматі .midi, звукові ефекти — в форматі .wav. Дженіфер у цій версії швидше, ніж в оригіналі, втомлюється, але також і швидше відновлює сили. Збереження прогресу можливе в будь-якому місці, де немає загроз, але гру неможливо поставити на паузу[6]. Ця версія видавалася лише в Японії в 1997 році. В 1999 її було в свою чергу портовано на портативну консоль WonderSwan. Порт відрізняється менш деталізованою чорно-білою графікою та відсутністю низки сцен, не передбачає паузи, стан Дженіфер показується окремими індикатором, текст з'являється прямо на основному екрані та немає можливості оглянути весь інвентар одразу — його потрібно прокручувати[7].
- Clock Tower for Windows 95 — порт гри на Windows 95, загалом аналогічний оригіналу[7].

У 2010 гру під оригінальною назвою Clock Tower було також видано для Wii, в 2011 для PlayStation Network та в 2013 для Wii U Virtual Console.